# エステバン・フエルテス
エステバン・オスカル・フエルテス（Esteban Oscar Fuertes, 1972年12月26日 - ）は、アルゼンチン・ブエノスアイレス出身の元同国代表サッカー選手、現サッカー指導者。現役時代のポジションはフォワード（ウイング、ストライカー）。
古典的な職人風のストライカーである。アルゼンチンでは10クラブに在籍経験があり、そのほかにフランス、イングランド、スペインのクラブにも在籍したことがある。

## 経歴
1991年にCAインデペンディエンテでデビューしたが、すぐに放出された。プリメーラB・ナシオナル（2部）のクルブ・エル・ポルベニルやCAロス・アンデスでプレーし、1995年にCAプラテンセに移籍してプリメーラ・ディビシオン（1部）に復帰した。1シーズン後にはインデペンディエンテの最大のライバルであるラシン・クルブに移籍したが、たった1シーズンでCAコロンに移籍した。クラウスーラ2000では17得点でリーグ得点王に輝いた。
1999年7月、ジム・スミス監督の要望でイングランドのダービー・カウンティFCに230万ユーロの移籍金で移籍した。しかしその1週間後、彼のイタリアのパスポートが偽造されたものだとして移民局に移籍を拒否された。ダービーは280万ユーロでフランスのRCランスにフエルテスを放出し、その後スペインのCDテネリフェに移籍した。2002年にCAリーベル・プレートに移籍したが、またもや1シーズンの在籍のみでCAコロンに復帰した。コロンには4度在籍し、クラブ歴代最多得点を挙げている。
2009年5月21日、パナマ戦に出場してアルゼンチン代表デビューした。
2017年5月にトルネオ・フェデラルA（アルゼンチン3部相当）のCAウラカン・ラス・エラスへ招聘され、初めてクラブの指揮を執ることとなった。